# 魯德尼亞-霍羅迪欣斯卡
50°42′46″N 29°17′11″E / 50.71278°N 29.28639°E
魯德尼亞-霍羅迪欣斯卡（羅馬化：Rudnia-Horodyshchenska）是烏克蘭北部的村莊，隸屬日托米爾州的科羅斯滕區。該村始建於1649年，面積1.98平方公里，海拔高度145米，2001年人口48。